# Grete Nash
Grete Helland-Hansen Nash, född 14 februari 1939 i Oslo, död 20 mars 1999 i Kristiansand i Norge, var en norsk keramiker.
Grete Nash var dotter till redaktören Eigil Krag Helland-Hansen (1910–1997) och hushållslärarinnan Sophie Marie Eeg (1910–1987). Hon utbildade sig på Statens håndverks- og kunstindustriskole i Oslo 1957–1962 och arbetade därefter vid Aluminia porslinsfabrik i Köpenhamn. Där var hon en av yngre norska keramiker som under den konstnärlige ledaren Nils Thorsson utformade fajansserien Tenera.
Under sina år i USA 1966–1972 fick hon kontakt med japansk rakukeramik. Efter återkomst till Norge 1972 bosatte hon sig på en gård utanför Kristiansand. Hon hade en utställning på Vestlandske Kunstindustrimuseum 1974, där hon introducerade rakukeramik i Norge. 
Hon är representerad i konstindustrimuseerna i Oslo, Bergen och Trondheim, i Sørlandets kunstmuseum. Hennes väggfat Bysants från 1991 finns i Stortinget.